# James Frederick Lyon
Pour les articles homonymes, voir Lyon (homonymie).
James Lyon (1775-1842) est un officier de l'Armée britannique, gouverneur de la Barbade de 1829 à 1833.

## Biographie
James Lyon a commandé un détachement du 24e Régiment d'infanterie à bord du Marlborough, dans la section de Lord Richard Howe les 27 et 28 mai et 1er juin 1794. Il était aussi présent lors des actions des 13 et 21 mars 1801 en Égypte. Il a reçu une médaille et une barrette pour Vimiera et Talavera.
Sir James Lyon rejoint l'armée britannique en tant qu'Enseigne le 4 août 1791. Il reçoit les grades de Lieutenant le 26 avril 1793, de Capitaine le 5 avril 1795, de Major le 21 février 1799, de Lieutenant-Colonel le 13 mai 1802, de Colonel le 4 juin 1811, de Major Général le 4 juin 1814 et de Lieutenant Général le 22 juillet 1830. Il fut Colonel du 24e Régiment d'infanterie, 2e du comté de Warwick, à partir du 7 septembre 1829. Malgré la présence au Canada du Régiment entre 1829 et 1842, Sir James Lyon est resté en Angleterre.
Il fut fait Chevalier Commandeur de l'Ordre du Bain et Chevalier de la Grand Croix de l'Ordre royal des Guelfes (Ordre Hanovrien des Guelfes).